# Josep Domènec Costa i Borràs
Josep Domènec Costa i Borràs   (Vinaròs, 14 de gener de 1805 - Tarragona, 14 d'abril de 1864) fou un eclesiàstic, catedràtic i senador valencià.
Provinent d'una família benestant, va fer els seus estudis al Seminari de Tortosa i al de Sogorb i posteriorment a la Universitat de València, en la qual es va doctorar el 1825, i on va obtenir successivament tres càtedres de Dret Canònic des del 1830. El 1831 fou ordenat de sacerdot a Tarragona. Degut a les seves idees tan conservadores, va perdre la càtedra al 1840 i no li va ser retornada fins a la caiguda d'Espartero i amb el Partit Moderat en el poder. Va ser cridat a Madrid, al costat de Jaume Balmes per preparar les bases per al nou concordat amb la Santa Seu.
El 1848 fou nomenat bisbe de Lleida, i del 1850 al 1857 ho fou de Barcelona. En aquesta època destacà per tenir una obsessió contra el liberalisme. S'enemistà amb el capità general de Catalunya Juan Zapatero.
Participà en l'elaboració de la constitució del 1856 on demanava intolerància de cultes, fet que li ocasionà un confinament de prop de dos anys a Cartagena.
Després del Bienni Progressista, el 1857, fou nomenat arquebisbe de Tarragona, càrrec que ocupà fins a la mort. Va reformar la demarcació parroquial i va crear a la ciutat de Tarragona les parròquies de la Trinitat i de Sant Francesc, que segregà de la Catedral.
El 1858 va ingressar a la cambra alta en qualitat de senador per dret propi. Amb la seva gestió política aconseguí la construcció del port de Vinaròs.
Va rebre les distincions de Primat de les Espanyes, i les grans creus de la Reial i Distingit Orde Espanyol de Carles III i de l'Orde d'Isabel la Catòlica.
Va morir després d'una malaltia a Tarragona el 14 d'abril de 1864 i va ser enterrat a la capella de l'anunciació de la Catedral de Tarragona.

## Obra

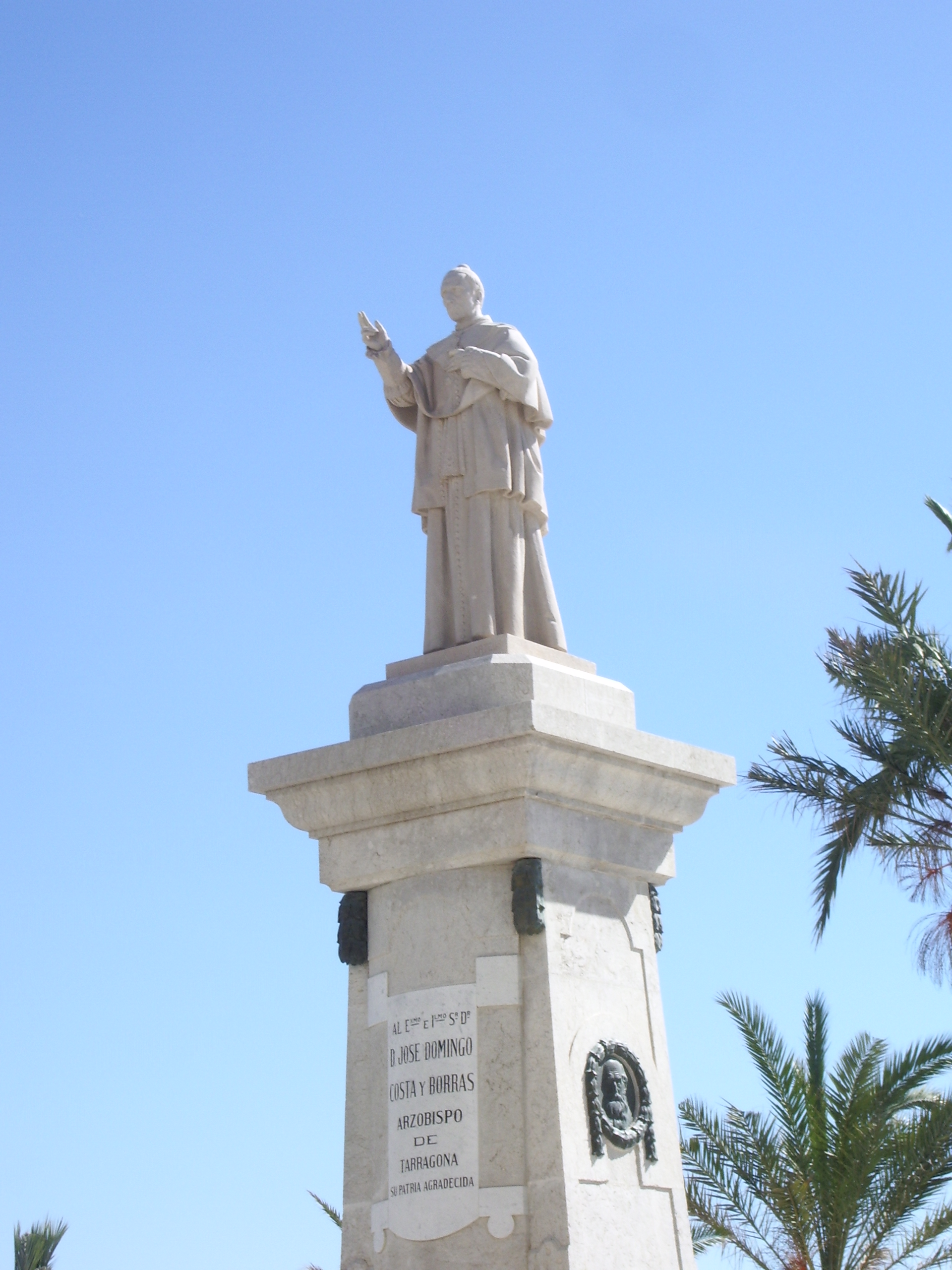
Monument dedicat a Costa i Borràs a Vinaròs

Va atacar les doctrines liberals en el fullet Las Postdatas, on mantenia diàlegs ficticis entre un polític i un bisbe, que tingué força difusió, tot i que aparegué anònim.
El seu tradicionalisme el portà a defensar la llengua catalana en la predicació i el catecisme. Publicà Catecismo de la doctrina cristiana (1867), Observaciones sobre el presente y el porvenir de la Iglesia en España (1856) i una pastoral, en català, sobre la vaga general de Barcelona del 1854, recollits a les Obras completas, publicades a Barcelona postumament en sis volums el 1865.